# Anteo Zamboni
Pour les articles homonymes, voir Zamboni (homonymie).

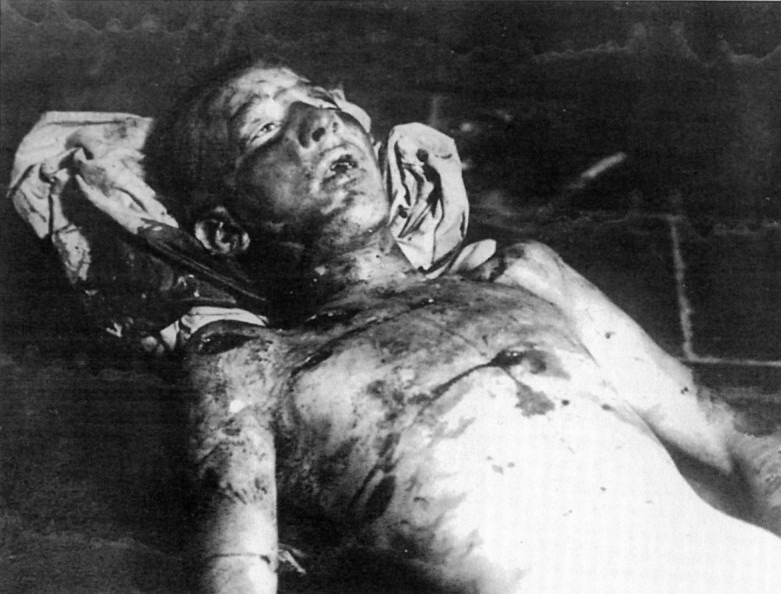
Anteo Zamboni après le lynchage.

Anteo Zamboni (né le 11 avril 1911 à Bologne - mort dans la même ville le 31 octobre 1926) est un jeune antifasciste libertaire italien.
Le 31 octobre 1926, âgé de quinze ans, il tente d'assassiner le leader fasciste Benito Mussolini, alors en visite officielle à Bologne,,,.
Mussolini n'est pas touché, la balle ne l'a qu'effleuré car un carabinier a donné un coup brusque sur le bras du tireur. Anteo Zamboni est alors lynché sur place par les squadristes de Leandro Arpinati et les arditi milanais d'Albino Volpi. Après quoi son cadavre est traîné dans les rues de la ville et laissé deux jours sans sépulture,,. Le cadavre du jeune homme porte quatorze coups de poignard profonds, un impact de balle et diverses meurtrissures.
Cette tentative d'assassinat sert de prétexte au gouvernement fasciste pour mettre en œuvre une « politique de terreur », abolir les libertés démocratiques et dissoudre les partis d'opposition,.

## Biographie
Il est le fils de Mammolo Zamboni, typographe et anarchiste
Après les événements, l'ensemble de la famille Zamboni est envoyée en « exil intérieur », elle est soupçonnée d'avoir organisé l'attentat contre la vie de Mussolini. Des années plus tard, une plaque commémorative est dévoilée à l'endroit où le fils Zamboni a été tué, 3 piazza del Nettuno à Bologne,.

## Commentaire
- Selon Pierre Besnard dans l'Encyclopédie anarchiste : « Ce qui est certain, c'est que ce dernier attentat a poussé au paroxysme la fureur fasciste. Les violences, destructions, pillages et meurtres, qui avaient déjà suivi les attentats précédents, devinrent, cette fois, innombrables. Pendant une dizaine de jours, dans beaucoup de villes d'Italie, ce fut une véritable chasse à l'homme, avec des centaines de victimes ; de nombreuses maisons particulières furent envahies et mises à sac, jusqu'à celle du grand philosophe Benedetto Croce, d'idées ultra-modérées et sénateur, que l'on sait adversaire du fascisme[11], mais qui s'abstient de toute activité hostile et demeure complètement hors de la vie politique, uniquement adonné aux études. On peut alors imaginer ce qu'il en a été des ennemis déclarés, des opposants actifs, des pauvres et obscurs ouvriers que rien ne met à l'abri de la violence et de l'arbitraire. »[12]

## Hommages
- Deux rues de Bologne portent son nom : Mura Anteo Zamboni et Via Anteo Zamboni.
- Dans le film de Gianfranco Mingozzi qui retrace cet événement, Gli ultimi tre giorni (it) (Les trois derniers jours), (1978), le rôle de Zamboni est joué par Franco Lotterio[13].